# Sint-Dionysiusfontein
De Sint-Dionysiusfontein bevindt zich in het historische centrum van Vorst, op het Sint-Denijsplein. De fontein dateert uit de 14e eeuw en stond in voor het drinkwater. Ze heette toen Isborre. In het begin van de 18e eeuw werd ze omgedoopt tot de Sint-Benedictusfontein omdat een beeld van de gelijknamige heilige de fontein versierde. Na het ancien régime verdween het beeld en kreeg de fontein zijn huidige naam: Sint-Dionysiusfontein; deze naam verwijst naar Dionysius de Areopagiet, de rechter uit Athene.
Het water voor de fontein kwam uit een bron op de Beukenberg. Via een leiding werd het drinkwater door de Van Péstraat naar de Sint-Dionysiusfontein gebracht. 